# C. Aswath
C. Ashwath (Channarayapatna, 29 de diciembre de 1938 - Bangalore, 29 de diciembre de 2009) fue un compositor de música Bhavageete y Janapada Geete en lengua canarés. Era también cantante, y cantó muchas de sus propias composiciones.
Tanto como cantante como compositor, era sumamente popular en el estado indio de Karnataka y entre los hablantes de canarés en todo el mundo. Su concierto en Bangalore en 2005 fue seguido por una muchedumbre de casi cien mil personas.
También compuso música para unas pocas películas. Una de sus composiciones más notables fue la composición de la música para Mysoora Mallige, un trabajo clásico del conocido poeta K. S. Narasimhaswamy.
- Datos: Q2553609
- Multimedia: C. Ashwath / Q2553609